# Jean-Victor Schnetz

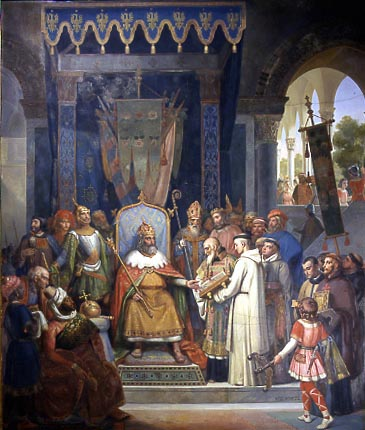
Carlomagno riceve Alcuino. Louvre.

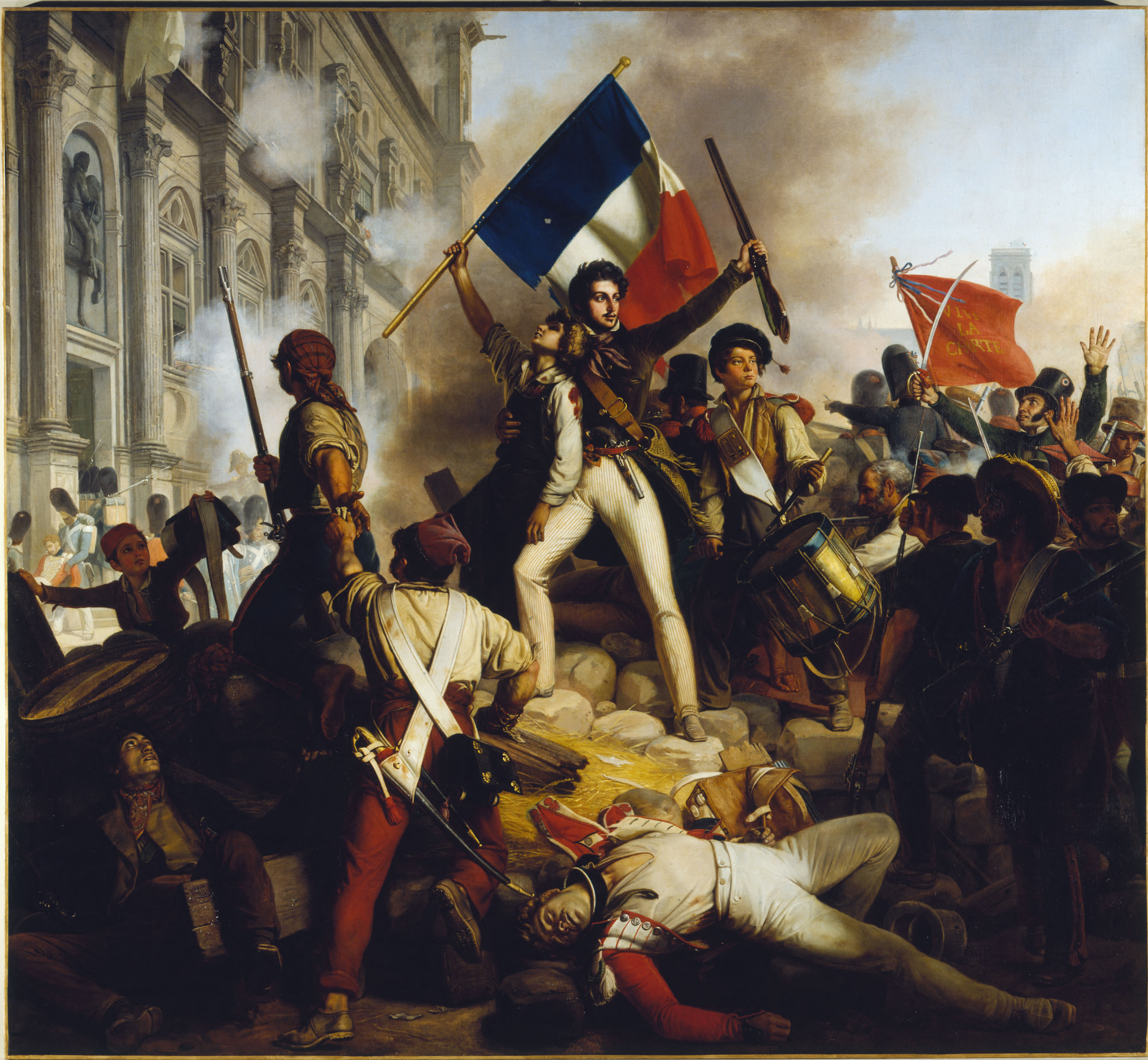
Combattimento di Parigi del 28 luglio 1830.
Museo del Petit Palais.

Jean-Victor Schnetz (Versailles, 14 aprile 1787 – Parigi, 15 marzo 1870) è stato un pittore francese.

## Biografia
Jean-Victor Schnetz fu allievo di Jacques-Louis David e amico di Théodore Géricault. Ebbero influenza su di lui sia il classicismo del primo che il "realismo" del secondo. Trascorse molto tempo in Italia, paese che amava sin da giovanissimo, e per due periodi diresse l'Accademia di Francia a Roma. La sua fu una carriera particolarmente brillante che gli permise di avere un ascendente notevole sui giovani pittori ospitati a Villa Medici. Schnetz li esortava a ritrarre la natura, la realtà umana e le scene di vita quotidiana, piuttosto che i modelli in gesso all'interno delle sale di studio. Giunse persino ad ottenere l'autorizzazione per dipingere nei quartieri di Roma dove vivevano nomadi e zingari.

Studiò le espressioni della fede popolare e ne ritrasse i momenti più significativi, ma soprattutto amò rappresentare paesaggi e personaggi della vita "mediterranea", molto in voga all'inizio della Monarchia di luglio, attirandosi così il sarcasmo di critici come Baudelaire che gli rimproverava un eccesso di "carattere esotico".

Suo merito fu di aver saputo conciliare, seppur formalmente ma con notevole sapienza pittorica, le opposte ragioni dei "classicisti" e dei "romantici", che si davano apertamente battaglia. Vi riuscì in modo solo apparentemente banale, dipingendo, cioè, in modo classico soggetti della vita quotidiana dei contadini e dei briganti. Ciò incrementò comunque la sua fama.
Nel 1837 fu accolto nell'Accademia di Belle arti.
Nel 1841 venne nominato direttore dell'Accademia di Francia a Roma sino al 1846, succedendo a Ingres. Tornò poi a ricoprire tale carica dal 1853 al 1866.

Jean-Victor Schnetz morì a Parigi nel 1870. Fu sepolto nel cimitero di Père-Lachaise.

## Alcune opere
- Santa Genoveffa che distribuisce viveri durante l'assedio di Parigi, Chiesa di Notre-Dame-de-Bonne-Nouvelle, Parigi.
- Due giovanette che si bagnano nel lago di Nemi,  Museo del Louvre.
- Combattimento dinanzi al Municipio di Parigi il 28 luglio 1830, Museo del Petit Palais, Parigi.
- Carlomagno, circondato dai suoi principali comandanti, riceve Alcuino, Museo del Louvre, 1830.
- La Battaglia di Ascalon, Castello di Versailles, 1843.
- Caino dopo l'uccisione del fratello, 1817, Accademia Nazionale di San Luca, Roma.
- Vœux de la Madone, Musée d'Orsay, Parigi.
- La charité d'Amiens, Cattedrale di Saint-Gatien, Tours.
- Religieux secourant une pélerine blessée, 1826, Museo di belle arti di Valenciennes.
- La diseuse de bonne aventure, c.1820, Museo d'arte Roger-Quilliot, Clermont-Ferrand.
- Tête de paysanne romaine, 1866, matita, Château-musée di Nemours.